# Aron Sele
Aron Sele (sinh ngày 2 tháng 9 năm 1996) là một cầu thủ bóng đá người Liechtenstein hiện tại thi đấu cho FC Chur 97.

## Sự nghiệp quốc tế
Anh là thành viên của Đội tuyển bóng đá quốc gia Liechtenstein, cò màn ra mắt trong trận giao hữu trước Iceland vào ngày 6 tháng 6 năm 2016. Sele cũng có 11 lần khoác áo U-21 Liechtenstein kể từ năm 2015.